# Ube Kōsan
Ube Kōsan K.K. (jap. 宇部興産株式会社, Ube Kōsan Kabushiki kaisha, engl. Ube Industries, Ltd.) ist ein japanisches Chemieunternehmen mit Sitz in Ube und dem Tokioter Bezirk Minato.

## Geschichte
Seinen Ursprung hat das Unternehmen in der 1897 gegründeten stillen Gesellschaft des Okinoyama-Kohlenbergwerks (沖ノ山炭鉱, ~ tankō), der stillen Gesellschaft der Ube-Shinkawa-Eisenhütte (宇部新川鉄工所, ~ tekkōjo) von 1914, der Ube Cement Seizō K.K. (宇部セメント製造株式会社, „Zementherstellung Ube“) von 1923 und der Ube Chissō Kōgyō K.K. (宇部窒素工業株式会社, „Stickstoffproduktion Ube“) von 1933, die sich 1942 zur Ube Kōsan zusammenschlossen.
2002 errichtete Ube in Sarnia (Kanada) ein Werk für Aluminiumräder, das 2009 nach Verlusten wieder geschlossen wurde.
2003 wurde das Pflanzenschutzmittelgeschäft an SDS Biotech, eine Tochtergesellschaft von Shōwa Denkō, verkauft.

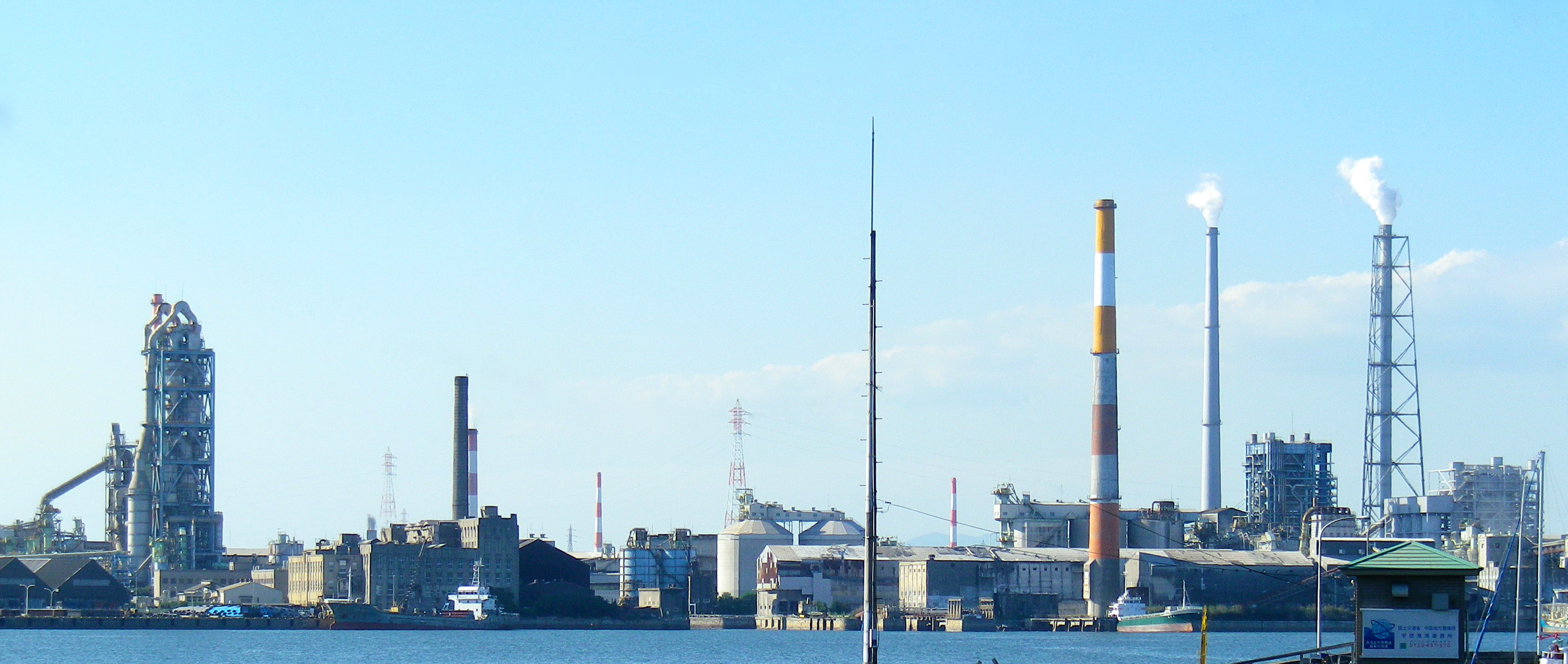
Chemiewerk Ube
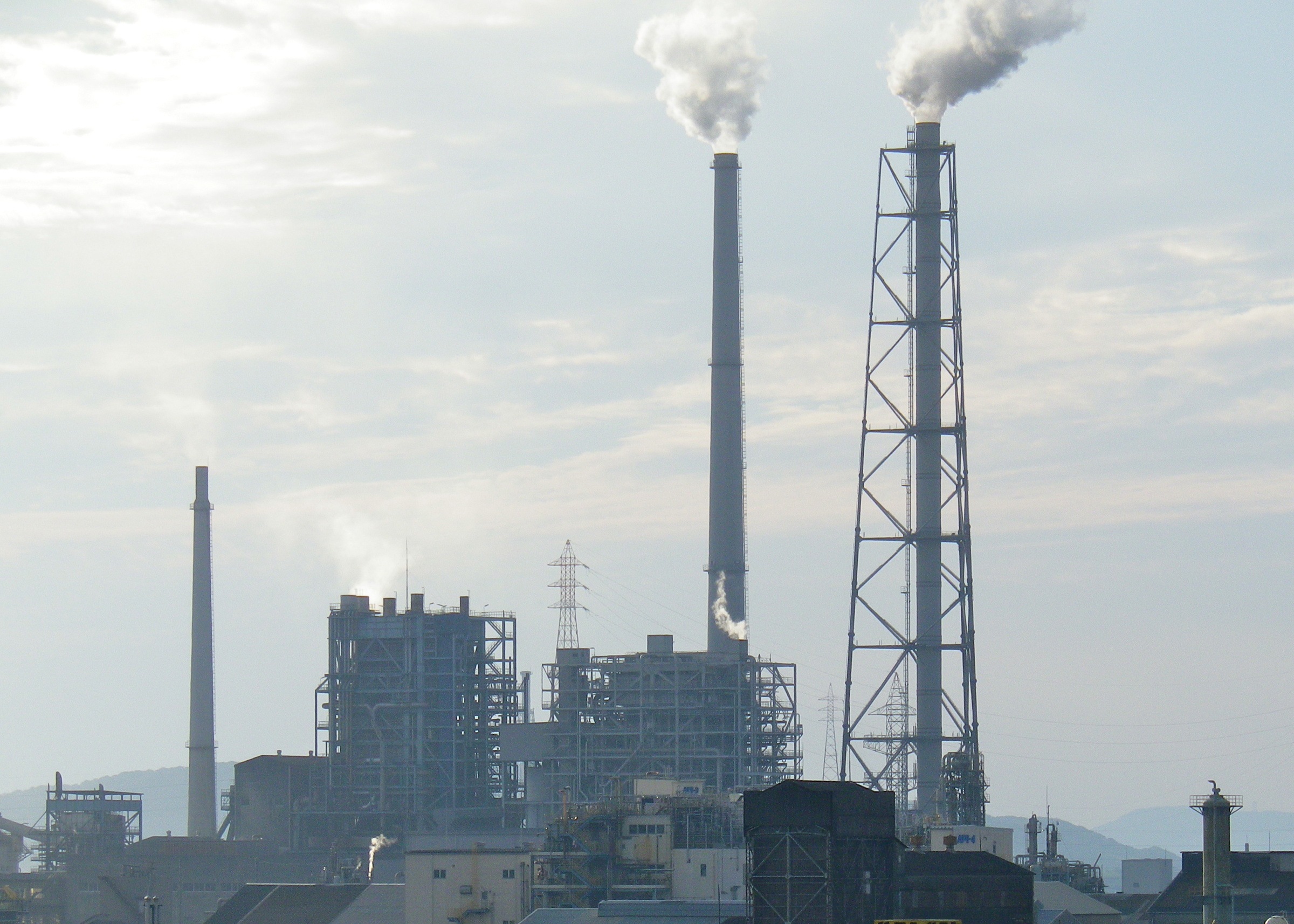
Kraftwerk von Ube
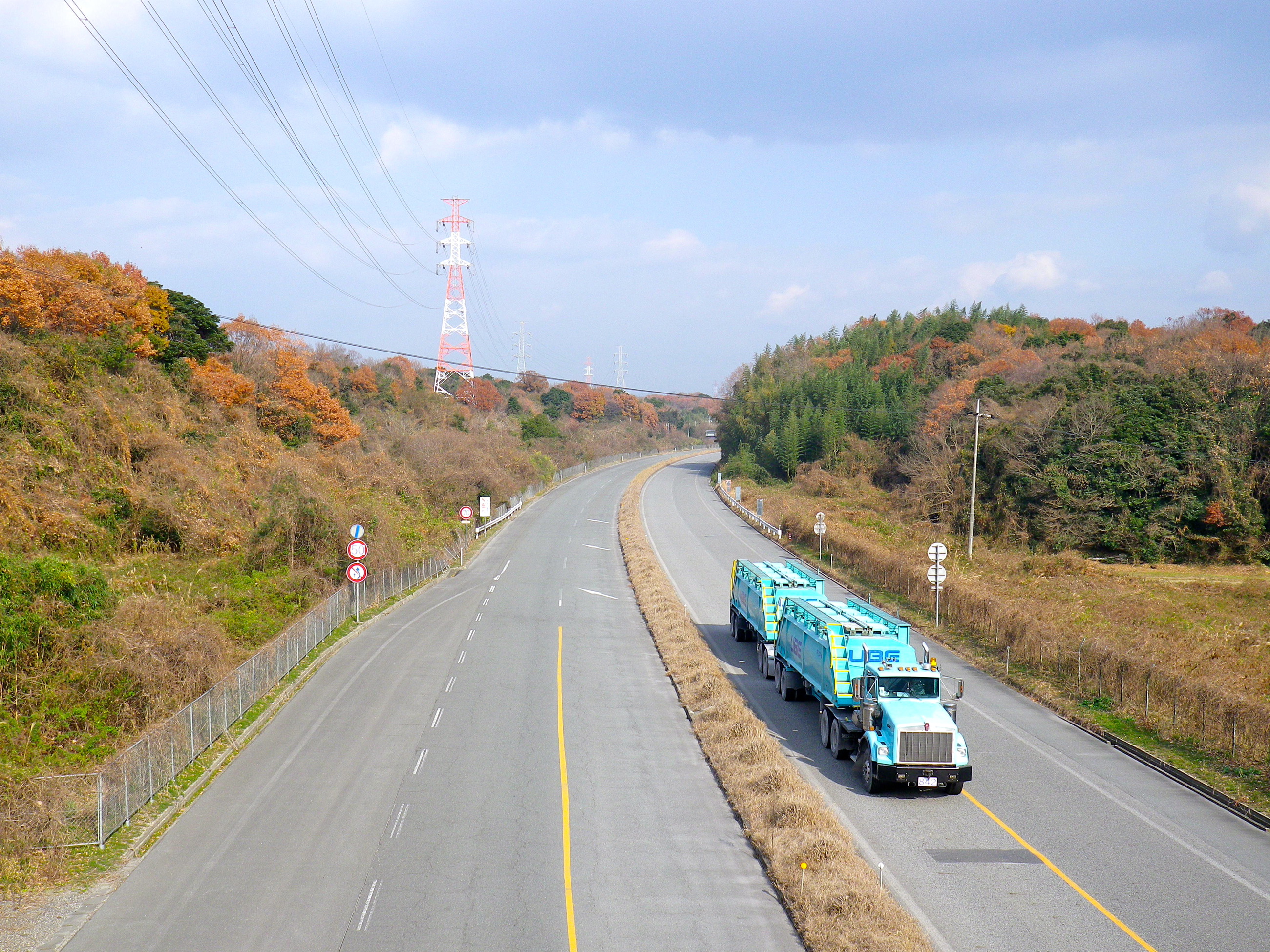
Privatstraße der Ube Kōsan

## Produkte
Ubes wichtigster Geschäftsbereich Chemicals & Plastics mit 35 % Umsatzanteil umfasst die Herstellung von Synthesekautschuk sowie Caprolactam und Laurinlactam für die Polyamide PA 6.6 (Nylon) und PA 12. Darauf folgt mit 33 % die Zementherstellung. In den Bereich Spezialchemikalien mit nur 10 % Umsatzanteil fällt die Herstellung von Polyimiden, von dem Herbizid Beflubutamid, dem Fungizid Diflumetorim (zusammen mit Nissan Chemical Industries), dem Akarizid Pyrimidifen (zusammen mit Sankyo), Purelyte Elektrolyten und mikroporöser Polyolefin-Folie für Lithium-Ionen-Akkumulatoren, hochreinem Brenzcatechin und Bis(hydroxylammonium)sulfat sowie Siliciumcarbidfasern. Der Bereich Pharmazie bringt mit nur 2 % des Umsatzes 11 % des Gewinns. 11 % des Umsatzes macht der Bereich Stromerzeugung aus.